# Ermita, Veracruz
Ermita är en ort i Mexiko.   Den ligger i kommunen Tatatila och delstaten Veracruz, i den sydöstra delen av landet, 220 km öster om huvudstaden Mexico City. Ermita ligger 2 431 meter över havet och antalet invånare är 221.
Terrängen runt Ermita är varierad. Ermita ligger uppe på en höjd. Runt Ermita är det ganska tätbefolkat, med 172 invånare per kvadratkilometer. Närmaste större samhälle är Banderilla, 18,6 km sydost om Ermita. I omgivningarna runt Ermita växer huvudsakligen savannskog.